# Amaury Miranda
Juan Amaury Miranda Santiago (Naranjito, 19 giugno 1996) è un pallavolista portoricano, palleggiatore dei Changos de Naranjito.

## Carriera

### Club
La carriera di Amaury Miranda inizia nei tornei scolastici portoricani, giocando per la Luis Muñoz Marin di Yauco. Dopo il diploma gioca per un anno a livello universitario negli Stati Uniti d'America, partecipando alla NAIA Division I con la Lourdes.
Tornato a Porto Rico, nella stagione 2018 firma il suo primo contratto professionistico nella Liga de Voleibol Superior Masculino coi Cafeteros de Yauco, mentre nella stagione seguente approda ai Mets de Guaynabo, con cui si aggiudica lo scudetto: in seguito, a causa della cancellazione della LVSM del 2020, torna in campo nella stagione 2021 coi Changos de Naranjito, conquistando il suo secondo scudetto. 
Dopo aver partecipato alla NVA 2022 coi Colorado Kraken, prende parte alla Liga de Voleibol Superior Masculino 2022 nuovamente con la franchigia di Naranjito. In seguito è nuovamente di scena in NVA, ma coi Puerto Rico Pythons, e poi disputa la Liga de Voleibol Superior Masculino 2023 coi Changos de Naranjito.

## Palmarès

### Club
- Campionato portoricano: 2

2019, 2021